# Juha Hurme
Juha Hurme (Paimio, 29 de junio de 1959) es un director de cine, guionista, dramaturgo y escritor finlandés.

## Biografía
Hurme nació en Paimio (Finlandia) el 29 de junio de 1959. Estudió la licenciatura de Biología y trabajó como biólogo un tiempo. Ha escrito y representado obras de teatro desde la década de 1990. Ha dirigido en el Ylioppilasteatteri de Helsinki, el City Theatre de Rauma, el Telakka Theatre de Tampere y el National Theatre de Helsinki. Desde 2007 también ha publicado novelas.

## Reconocimientos
Obtuvo en 2006 el Premio Eino Leino y en 2017 fue galardonado con el Premio Finlandia, por su novela Niemi (traducción literal: "La Península"). También en 2017, Hurme recibió la medalla Pro Finlandia. Como anécdota, Hurme pronunció la mitad de su discurso de aceptación del Premio Finlandia en sueco para resaltar la importancia del idioma sueco en Finlandia. En su discurso, siguió la tradición de autores suecos-finlandeses como Gunnar Björling, Elmer Diktonius, Lars Hulden, Runar Schildt o Edith Södergran.